# Femtocell

Vereenvoudigde versie van een tradionele Node B en een Home Node B (3G femtocell) in een 3G netwerk

Een Femtocell in de mobiele telefonie is een klein cellulair basisstation met een laag zendvermogen, dat ontworpen is om in woonhuis of een klein bedrijf geplaatst te worden. Het is door middel van een breedband internetaansluiting verbonden met het netwerk van een mobiele telefoonmaatschappij. In de huidige uitvoering voor toepassing in een woonhuis ondersteunt een femtocellstation tegelijkertijd twee tot vijf mobiele telefoons. 
Het voordeel voor de gebruiker is dat een femtocell binnenshuis de servicekwaliteit verhoogt in gevallen waar er geen zendmast in de buurt is, de snelheid van het datanetwerk hoger is en de batterij van het mobiele toestel langer meegaat omdat het radiosignaal zwakker is. Voor de mobiele telefoonmaatschappij heeft de technologie het voordeel dat de verbinding tussen het basisstation en het mobiele netwerk over het vaste netwerk loopt, en dat daardoor de telefoonmaatschappij zijn bereik en de capaciteit van het mobiele netwerk kan uitbreiden zonder extra investeringen in het radionetwerk. Anderzijds moet de operator gateways installeren tussen het vaste en het mobiele core netwerk.
Hoewel veel aandacht wordt besteed aan femtocells voor UMTS, kunnen femtocells ook gebruikt worden voor gsm, CDMA2000, TD-SCDMA en WiMAX.
Mobiele telefoons communiceren op dezelfde manier met een femtocellstation als met een standaard basisstation. Daarom is het niet nodig om speciale dual-mode telefoons te gebruiken, wat wel het geval is als men binnenshuis wifi wil gebruiken voor mobiel telefoonverkeer. In veel gevallen zal het telefoonverkeer van de femtocel naar het core netwerk van de provider (transparant) gebeuren met het SIP/IMS-protocol; hetzelfde protocol als gebruikt wordt voor een access gateway voor vaste telefonie.
Wettelijk gezien gelden er voor een femtocel dezelfde regels als voor de rest van het mobiele en het vaste netwerk (telefoontap, vertrouwelijkheid van de gesprekken).